# Episodi de L'amore e la vita - Call the Midwife (prima stagione)
La prima stagione della serie televisiva L'amore e la vita - Call the Midwife è stata trasmessa dal 15 gennaio al 12 febbraio 2012 su BBC One.
In Italia la stagione è andata in onda su Rete 4 dal 6 al 20 luglio 2014.
| nº | Titolo     | Prima TV UK      | Prima TV Italia |
| -- | ---------- | ---------------- | --------------- |
| 1  | Episodio 1 | 15 gennaio 2012  | 6 luglio 2014   |
| 2  | Episodio 2 | 22 gennaio 2012  | 6 luglio 2014   |
| 3  | Episodio 3 | 29 gennaio 2012  | 13 luglio 2014  |
| 4  | Episodio 4 | 5 febbraio 2012  | 13 luglio 2014  |
| 5  | Episodio 5 | 12 febbraio 2012 | 20 luglio 2014  |
| 6  | Episodio 6 | 19 febbraio 2012 | 20 luglio 2014  |